# 第五福竜丸
|          |          |
| 船歴     |          |
| 建造所   | 和歌山県 |
| 起工     | 不明     |
| 進水     | 1947年   |
| 竣工     | 1947年   |
| 除籍     | 1967年   |
| 性能諸元 |          |
| 総トン数 | 140トン  |
| 純トン数 |          |
| 載貨重量 |          |
| 排水量   |          |
| 登録長   | 約30m    |
| 幅       | 6m       |
| 深さ     | 15m      |

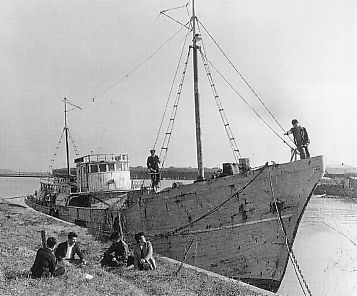
当時の第五福竜丸（被爆前）

第五福竜丸（だいごふくりゅうまる、第五福龍丸）は、米国・ソ連の核兵器開発が急進展した冷戦時代に、アメリカ合衆国が1954年3月1日、ビキニ環礁で行ったテラー・ウラム型水素爆弾実験場の付近に居合わせたことにより、多量の放射性降下物（死の灰）を浴びた、乗組員23名の遠洋マグロ漁船。無線長久保山愛吉が、被爆から約半年後の9月23日に死亡した。政府調査によれば同時に被曝した船が1422隻あった。

## 概要
1947年、和歌山県東牟婁郡古座町（現在の串本町）でカツオ漁船の第七事代丸（だいななことしろまる、1947年 - 1953年）として進水した。1953年5月に静岡県焼津市でマグロ漁船に改造され、第五福竜丸（だいごふくりゅうまる、1953年 - 1956年）に改称した。
1954年3月1日、アメリカ国防総省とアメリカ原子力委員会が合同でビキニ環礁・エニウェトク環礁で行ったキャッスル作戦の6回の水爆実験のうち、1回目の「ブラボー実験」を実施。
第五福竜丸は被爆しながらも3月14日に静岡県の焼津港に自力で帰還し、同日に船主の妻から乗組員の火傷症状について東京大学医学部放射線科に電話が入り、翌日、乗組員は東京大学医学部附属病院を受診した。
3月16日、事件はスクープとして新聞にて報じられ、静岡大学の塩川孝信などによる調査が行われた。同日の検査では船体から30メートル離れた場所で放射線を検出したことから、塩川は人家から離れた場所へ係留するよう指示をし、鉄条網が張られた状態で係留された。
核実験当時、危険区域内では第五福竜丸以外の多くの漁船も操業しており、当時の調査では683隻、2万人以上が被爆したとされていたが、水産庁が2015年に開示した文書によれば被爆した船舶数は1423隻、漁獲物を廃棄した船は992隻であった。
その後、文部省（現・文部科学省）が第五福竜丸を買い上げ、8月に東京水産大学（現・東京海洋大学）品川岸壁に移される。この後、さらに検査と除染が行われたあとに、三重県伊勢市大湊町の強力造船所（現・株式会社ゴーリキ） において改造され、東京水産大学の練習船のはやぶさ丸（1956年 - 1967年）となった。この時代の母港は千葉県館山市の館山港であった。

## 被爆事件

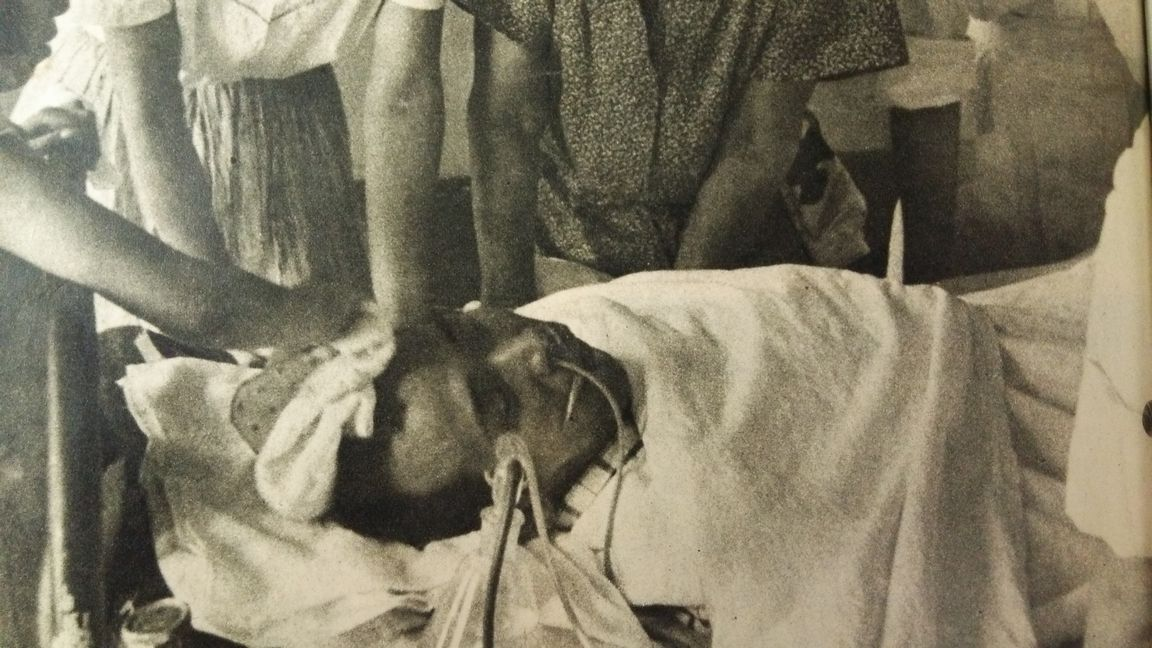
久保山愛吉（死の直前）

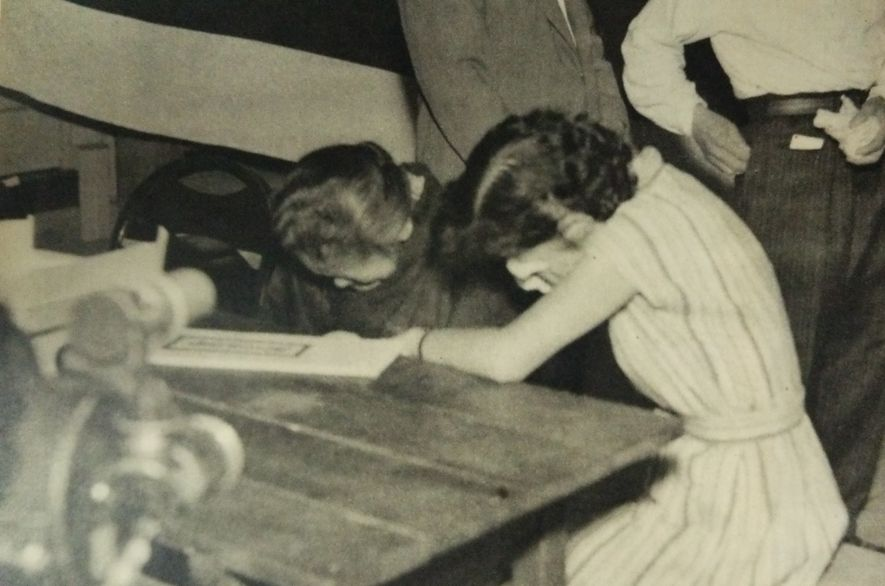
久保山の訃報に泣き崩れる妻と母

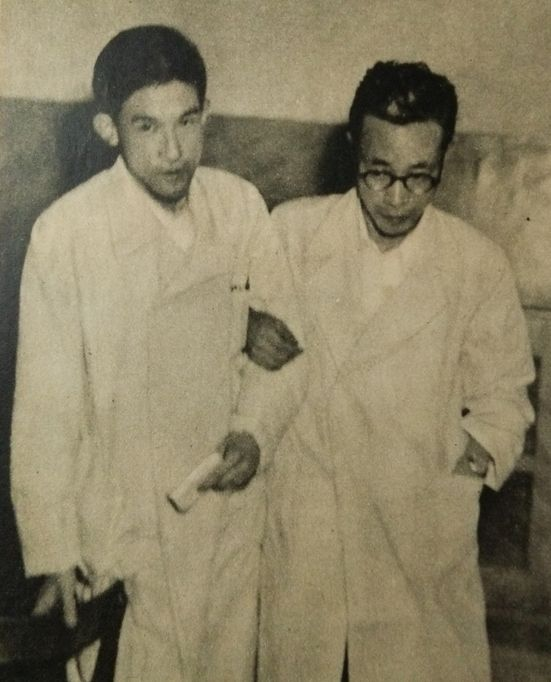
久保山の死に際し、「もう何も言えません」と語る主治医の熊取敏之（東京大学医学部教授、国立東京第一病院、左）と、それを支える三好和夫（徳島大学医学部教授、右）

1954年3月1日、ビキニ環礁でアメリカ軍により行われた水爆実験（キャッスル作戦・ブラボー〈BRAVO〉、1954年3月1日3時42分実施）が行われたとき、第五福竜丸は、マーシャル諸島近海にあったが、アメリカ合衆国が設定した危険水域の外で操業していた。
乗組員らは目も口も開けられないほど多量の降灰に見舞われ、危険を察知して海域からの脱出を図ったが、延縄の収容に時間がかかり、約4 - 5時間、放射性降下物の降灰を全身に被り続けながら作業を行うこととなり、23名の全員が被爆した。また船体・捕獲した魚類も同様に被爆した。
その後の帰港までの2週間、乗組員は船体や人体も十分に洗浄しないまま強い放射能汚染のある状態の船上で生活をし、火傷、頭痛、嘔吐、眼の痛み、歯茎からの出血、脱毛など放射線による急性放射線症状を呈した。
また、第五福竜丸は救難信号 (SOS) を発することなく、ほかの数百隻の漁船同様に自力で焼津漁港に帰港した。これは船員が、実験海域での被爆の事実を隠蔽しようとする米軍に撃沈されることを恐れていたためであるともいわれている。
帰港したのち乗組員は「急性放射線症」と診断された。3月28日には重症ではなかった被災乗組員21名も米軍の輸送機で東京に移動して入院した。23名の被爆線量は個人により異なったが、全身線量で最低1.7グレイ、最大6.9グレイと評価された。
体の表面に付着した放射性降下物によるβ線皮膚照射で、皮膚に紅斑、炎症、水泡、糜爛（びらん：ただれ）、潰瘍が認められたが、数か月で治癒し、がん化するようなことはなかった。造血器障害は初期にはリンパ球の減少が全員に見られたが、被爆第8週から回復し始め、白血球数は約8年後に正常に戻った。生殖細胞は2 - 3か月後にはほとんど消滅したが、数年後には完全に回復した。染色体検査では、現在も異常の増加が認められているが、臨床的症状に結びつくものではなかった。甲状腺については、1965年の検査で1例甲状腺腫が認められたが翌年の検査では消えていた。その後も甲状腺腫は認められていない。その他の症例は正常な甲状腺機能を示した。
第五福竜丸被爆者22名の事故後の健康状態調査は、放射線医学総合研究所により長期継続的に行われている。また、2004年度の明石真言らの研究所報告によれば、2004年までに12名が死亡、その内訳は、肝癌6名、肝硬変2名、肝線維症1名、大腸癌1名、心不全1名、交通事故1名である。また、生存者の多くには肝機能障害があり、肝炎ウイルス検査では、A・B・C型とも陽性率が異常に高い。
被爆から半年後の9月に久保山が死亡した際、日本人医師団は死因を「放射能症」と発表した。ただし米公文書は、久保山の直接の死因は放射線ではないとの見解を出している。

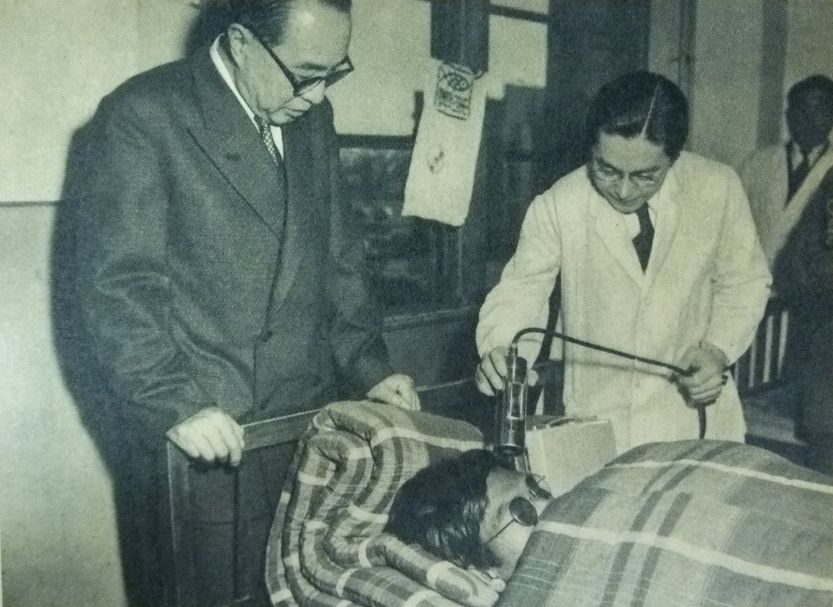
放射線検査を受ける乗組員
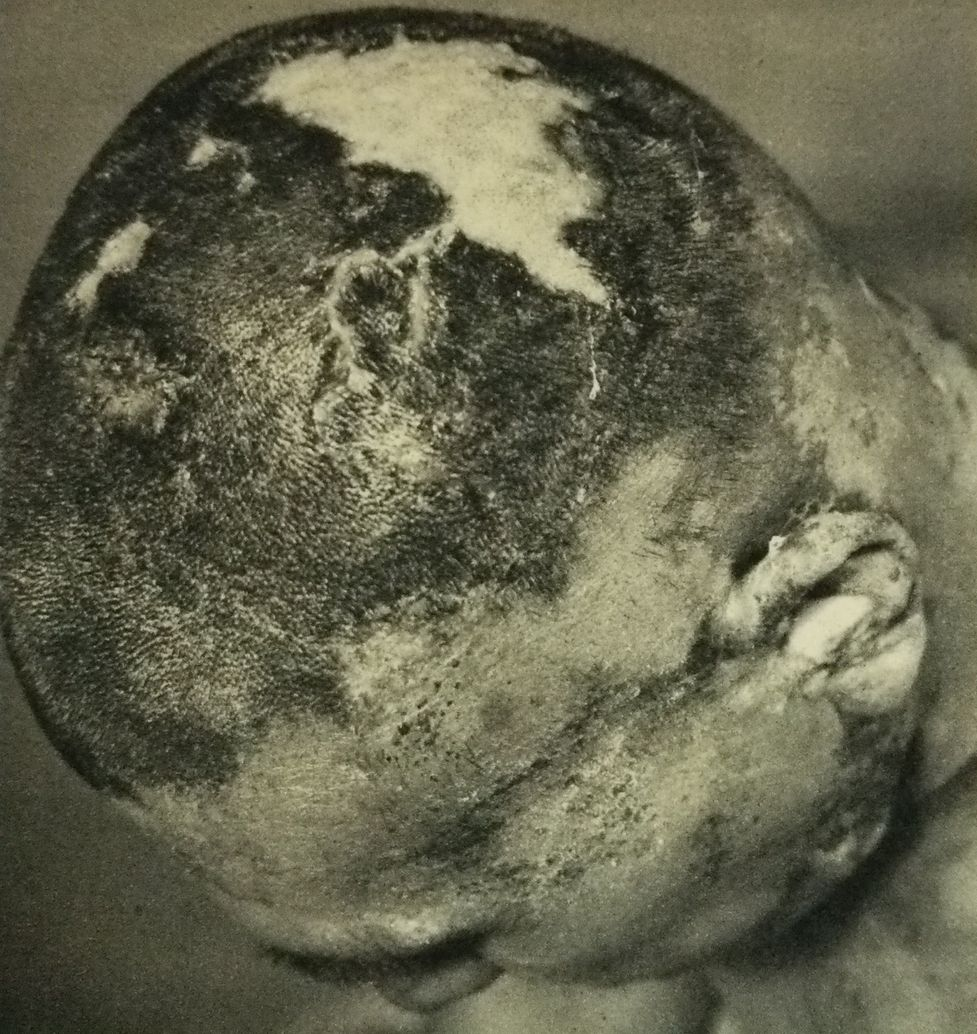
皮膚が剥がれ落ちた乗組員の頭部

## 国内の反応

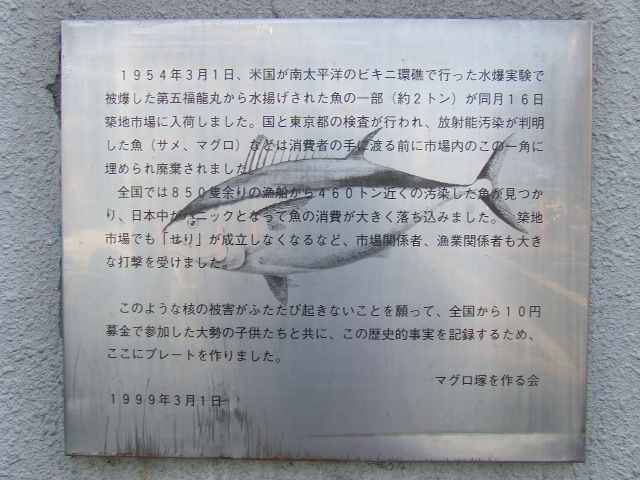
築地市場にある第五福竜丸のプレート

焼津や東京で汚染マグロが大量廃棄された。特に3月15日に築地市場にマグロやヨシキリザメが水揚げされた際にはセリは中断され、行政の指示により流通する前に場内の地中に埋められた。また、ほかの水産物も軒並み相場は値つかずとなった。核実験は水素爆弾であったが「原爆」のイメージが根強い背景から「原爆マグロ」や「原子マグロ」と称された。その後、埋めた地点には第五福竜丸の事件を後世に伝えるため「原爆マグロ」の塚が建立された（市場再整備の際東京都立第五福竜丸展示館（夢の島）に移設され、市場にはプレートが設置された）。

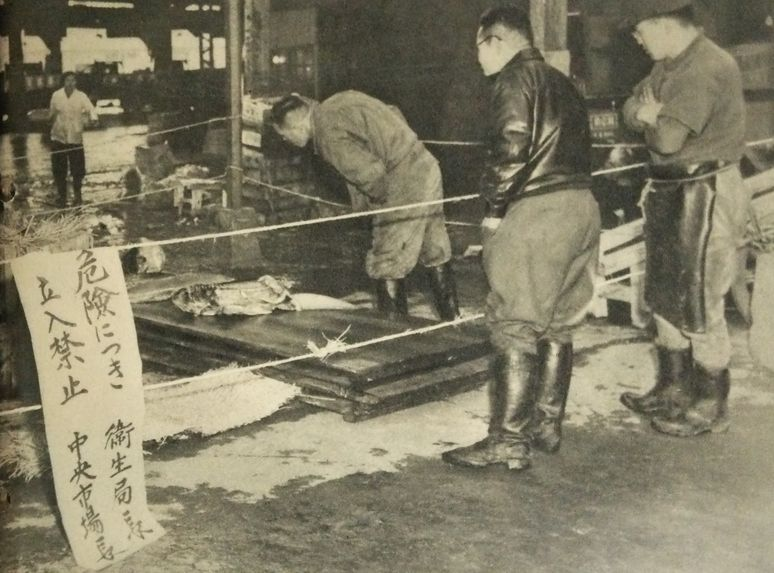
大阪中央市場に水揚げされた汚染水産物
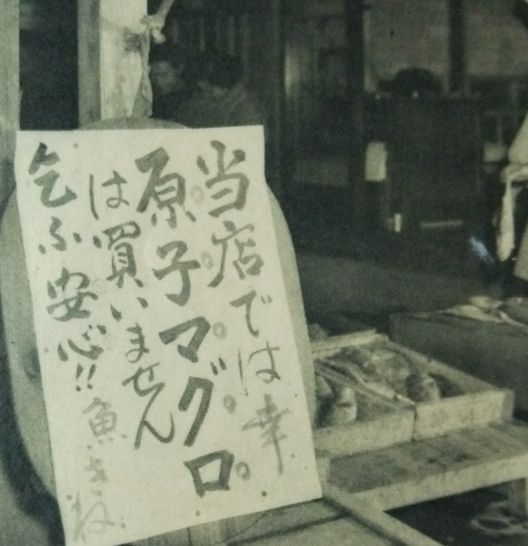
「原子マグロ」を取り扱わない旨を看板に掲げた焼津の魚屋 魚きね
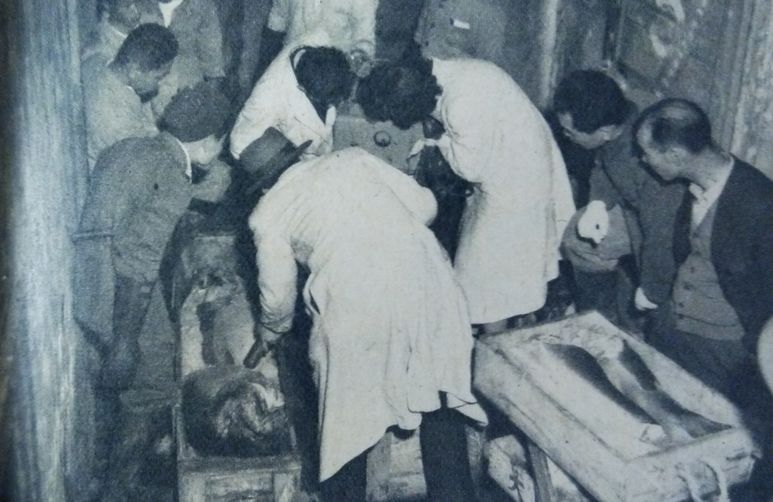
焼津港で「原爆マグロ」の放射線調査を行う西脇ら

また雨水の計測により全国各地で強い放射性雨が降っていることが分かった。5月には京都で1リットルあたり8万6000カウント、東京でも3万2000カウントの放射性雨が計測された。8月8日には原水爆禁止署名運動全国協議会が結成された。
特に久保山愛吉（当時40歳）が「原水爆による犠牲者は、私で最後にして欲しい」と遺言して亡くなった出来事（1954年9月23日）も反核運動の高まりの動機となり、署名数は同年12月14日の時点で20,081,232筆に達した。東京都杉並区の主婦による反核運動や、1955年に設立された原水禁に代表される反米色が強い反核兵器運動も、この第五福竜丸の被爆が動機である。事件は広島・長崎への原爆投下に次ぐ「日本を巻き込んだ第三の原子力災害」と見做され、日本は原子爆弾と水素爆弾の両方の兵器による原子力災害（被爆と被曝）を経験した国となった。
第五福竜丸が浴びた放射性物質とその被害は、1954年の映画「ゴジラ」が制作される動機にもなった。

## 米国政府の反応

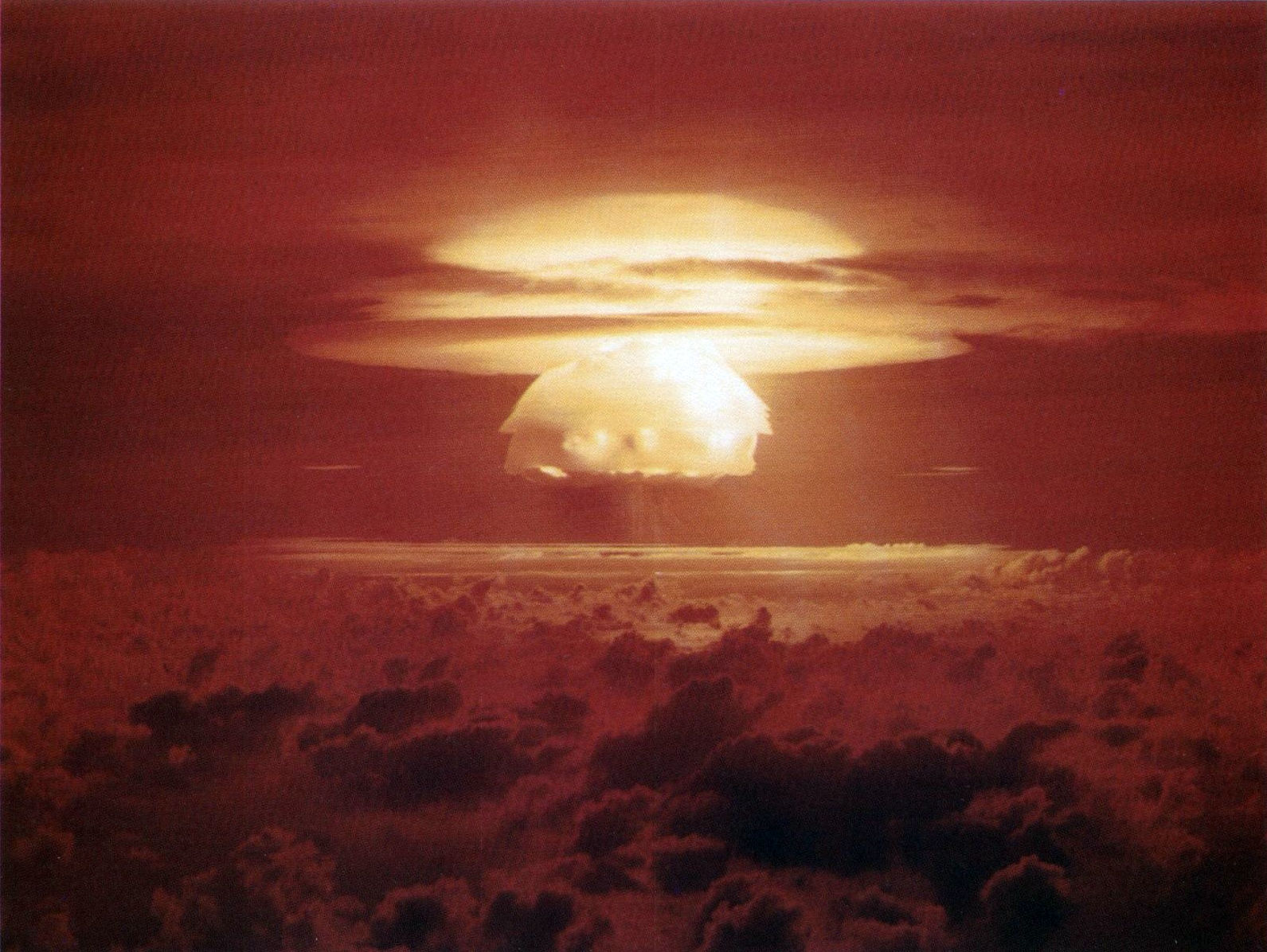
キャッスル作戦・ブラボー（ビキニ環礁）

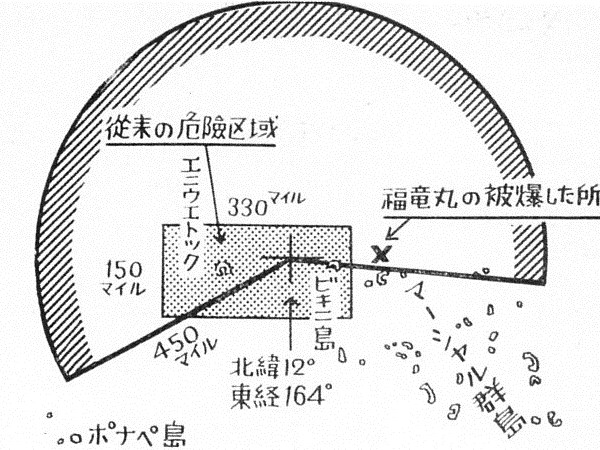
核実験現場と第五福竜丸の位置。被爆を受けて危険区域が拡大された。

予想以上に深刻な被害が発生した原因は、当初アメリカ軍がこの爆弾の威力を4 - 8Mtと見積もり、危険区域を狭く設定したことにあった。爆弾の実際の威力はその予想を遥かに超える15Mtであったため、安全区域にいたはずの多くの人々が被曝することとなった。日本国政府は683隻が被爆したとし、アメリカ合衆国連邦政府はのちに危険水域を拡大した。
連邦政府は、第五福竜丸の被爆を矮小化するため、4月22日の時点で、アメリカ国家安全保障会議作戦調整委員会（OCB）が、「水爆や関連する開発への日本人の好ましくない態度を相殺するためのアメリカ合衆国連邦政府の行動リスト」を起草し、科学的対策として「日本人患者の発病の原因は、放射能よりもむしろサンゴの塵の化学的影響とする」と嘘の内容を明記し、「放射線の影響を受けた日本の漁師が死んだ場合、日米合同の病理解剖や死因についての共同声明の発表の準備も含め、非常事態対策案を練る」と決めていた。またアメリカ原子力委員会（AEC）の委員長だったストロース退役海軍少将は、3月31日の記者会見で第五福竜丸が危険区域の奥深くまで進入していたことは間違いないと主張し、またアイゼンハワー大統領の報道官に対して、同船は共産主義者のスパイ船だったとも語っていた。
調査分析
アメリカ政府は現在まで、久保山の死は「放射線が直接の原因ではない」との見解を取り続けており、またこの件に対する明確な謝罪も行っていない。
その理由は、久保山の直接の死因は重度の急性肝機能障害であること、日本医師団が診断した放射能症（放射線障害）のおもな症状は白血球や血小板といった血球の減少、小腸からの出血、脱毛などで、肝機能障害は放射線障害特有の特徴的症状ではないこと、被爆が原因で肝機能障害が起きたなら、同様に被爆したはずのマーシャルの被爆者にも多数の肝機能障害を起こした被爆患者がいるはずであるが、実際はマーシャルの被爆者に重度の肝機能障害の患者はまったく発生せず、第五福竜丸の被災者17名でのみ発生しており、治療中の死亡にいたっては久保山のみという理由からである。
一方、日本人医師団は、久保山の死因は放射線症であると公表したのち、後年の再分析により、死因は輸血の結果感染したC型肝炎であると結論しなおしている。
重度の肝機能障害を起こす肝炎、肝癌、肝硬変の原因因子はそのほとんどが肝炎ウイルスの感染であり、アルコールやNASHは肝癌、肝硬変の原因としては全体から見れば少数派である。放射線被爆での発症率はアルコールよりも低く、放射線被爆が原因での肝炎肝癌発症の症例はほぼ皆無である。また、事件当時は医療器具、特に注射針に関してはディスポ（使い捨て）はほとんど行われず、消毒して使い回しされることもしばしばであった。乗組員17名が重度の肝機能障害を引き起こした原因は、ウイルス感染した売血による輸血であるという指摘も存在する。
補償活動
日本の反核運動が反米運動へと転化することを恐れたアメリカ政府は、日本政府との間で被爆者補償の交渉を急いだ。一方の日本政府も、復興のためにアメリカ経済に依存せざるを得ない状況であり、かつ平和的利用のために原子力技術をアメリカから導入できる可能性も出てきた時期でもあったことから、アメリカを刺激したくないという思惑もあった。その結果、両者は「日本政府はアメリカ政府の責任を追及しない」確約のもと、事件の決着を図った。1955年に200万ドル（当時約7億2,000万円）が支払われた が、連合国による占領からの主権回復後間もなかったこともあり、賠償金でなく「好意による (ex gratia)」見舞金として支払われた。
第五福竜丸以外の太平洋上で漁をしている漁船でも汚染マグロはあったが、アメリカ政府からの見舞金は、第五福竜丸だけに支払われた。当時としては破格の金額（一人あたり200万円）だったためにほかの漁船からのやっかみがあり、また放射能が伝染するという間違った情報で、第五福竜丸乗組員は将来の病気の恐怖を抱えながら焼津と漁師の仕事を離れなければならなかった。

## 学術界の反応
第五福竜丸の帰港以降、静岡大学の塩川孝信の他、理化学研究所の放射線研究室（当時は山崎研）主宰者の山崎文男や東京大学医学部放射線科の中泉正徳が、第五福竜丸の残留放射線を精査、報告した。
水産庁は5月15日から7月4日にかけ、アメリカ大使館の妨害を下して、放射線専門家やジャーナリストを乗せた水産講習所の練習船の俊鶻丸をビキニ周辺海域に派遣し、海面や魚類の残留放射能調査を行った。
また同年11月15日から5日間、東京の上野において、米国側6名、日本側14名の放射線専門家による「日米放射能会議」が開催され、放射線の測定、除染やRI利用に関し議論が行われた。この会議を境にして放射能雨や汚染マグロなどによる社会不安は急速に収束していったという。翌年、国際連合において原子放射線の影響に関する国連科学委員会（UNSCEAR）の設立が決議され、当時は国連加盟国ではなかった日本もメンバーとなった。
放射線生物物理学の西脇安（当時大阪市立大学教授）は、焼津港で「原爆マグロ」の放射線調査を行ったのち欧州各国で講演を行うなどして事件を報告し、のちのラッセル＝アインシュタイン宣言、パグウォッシュ会議のきっかけを作り、またその他の放射線防護関連機関の設立を推進した。
その後、死の灰による健康被害・環境破壊への国際的な批判も高まり、1962年のキューバ危機では核戦争寸前の状態が生じたことから、1963年には、地下を除く大気圏内、宇宙空間および水中における核爆発を伴う実験を禁止する部分的核実験禁止条約がモスクワで調印され、同年10月に発効した。

## 船体保存運動
第五福竜丸の船体はのちの1967年、老朽化により廃船となり、使用可能な部品が抜き取られて東京都江東区夢の島に係留されている姿が東京都職員らによって再発見され、保存運動が起こった。この時点で所有者は転々として水面占有許可も切れ、他の廃船とともに第15号埋立地（現：若洲）に埋め立てられる予定となっていたが、1968年3月12日に都議会予算委員会などで取り上げられるなど保存に向けた動きが次第に活発となった。
現在は1976年開館の東京都立第五福竜丸展示館（夢の島公園）に永久展示されている。心臓部であるエンジン部分は、廃船時に船体から切り離されて貨物船「第三千代川丸」に搭載されていたが、この貨物船は1968年に航海途上の三重県熊野灘沖で座礁、沈没した。その28年後の1996年12月、民間有志（『第五福竜丸エンジンを東京・夢の島へ』和歌山県民・東京都民運動）によって海底から引き揚げられ、2000年1月より展示館前の広場に展示されている。
2020年7月、日本船舶海洋工学会の「ふね遺産」に認定された。西洋型肋骨構造の木造漁船として唯一現存する。
- 総トン数 - 140.86トン
- 全長 - 28.56メートル
- 幅 - 5.9メートル
- 馬力 - 250
- 速力 - 5ノット

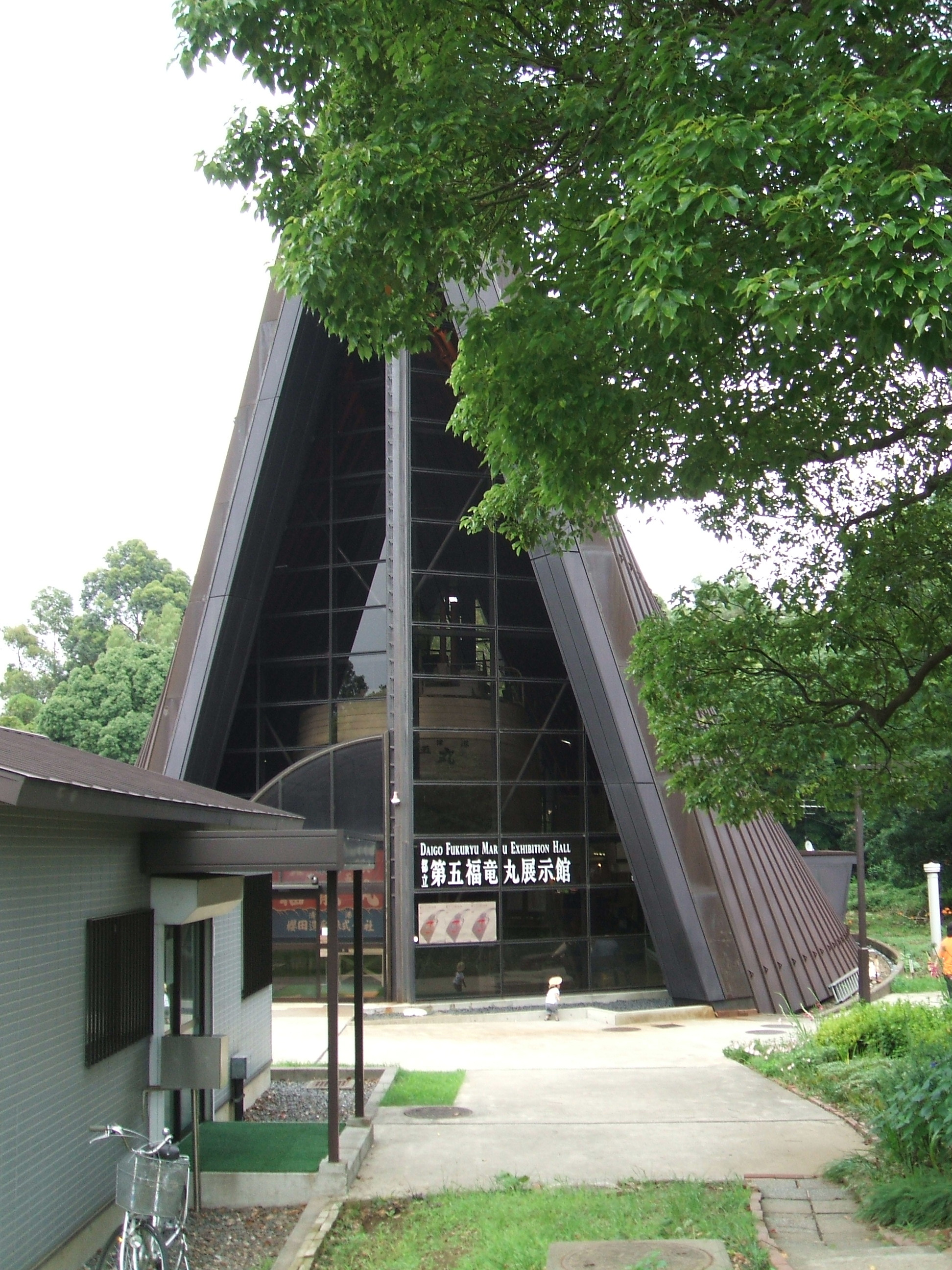
第五福竜丸展示館
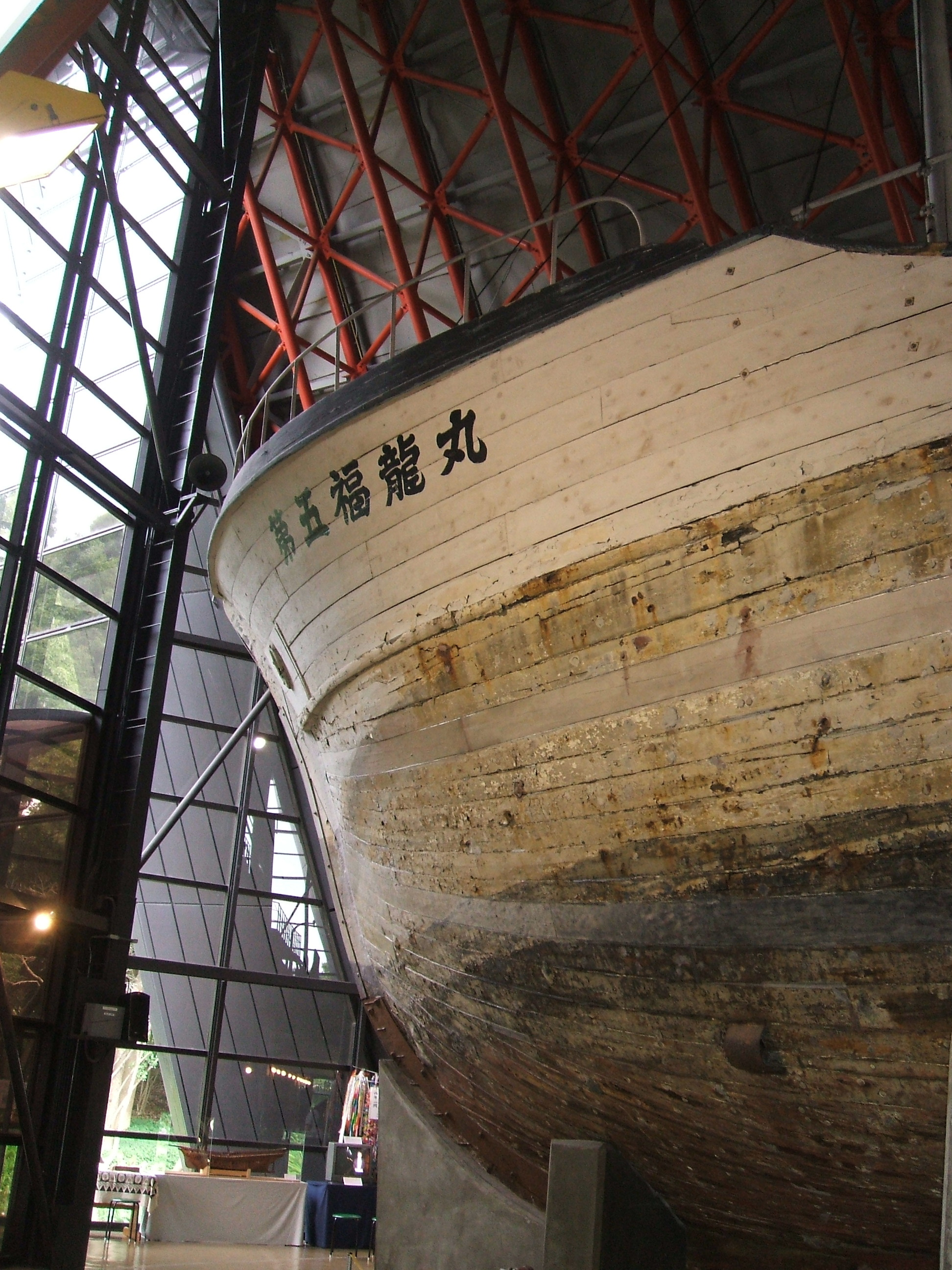
第五福竜丸船首
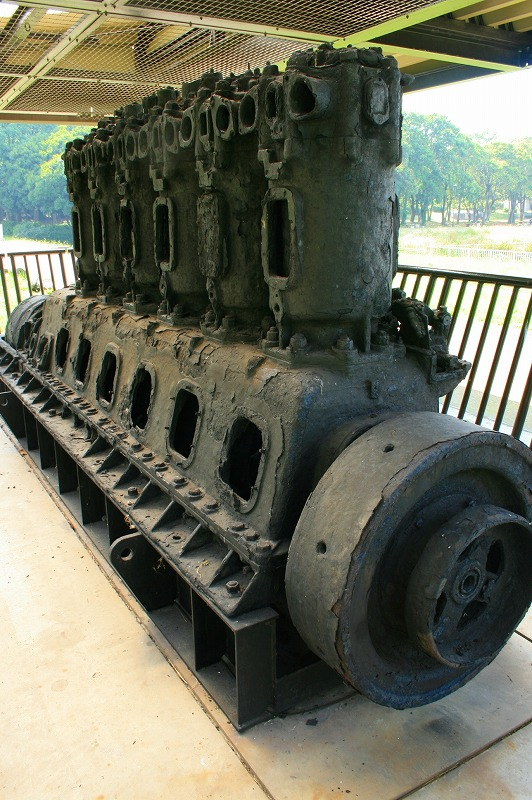
第五福竜丸エンジン

## 事実の発掘
高知県の高等学校教諭山下正寿は、1985年から、アメリカが1946年 - 1958年にビキニ環礁やエニウェトク環礁で計67回行った一連の核実験で被爆したとみられる県内の船員への聞き取り調査、アメリカの公文書の分析、厚生労働省への情報公開請求に取り組み、被災の実態を明らかにしてきた。山下がビキニ核実験から34年後に第五福竜丸以外の漁船員204名を調べた結果は、癌などの病気で3割（61人）がすでに死亡。約13,000人に1人発症するとされる白血病で3人も亡くなっていた。
また1991年、被爆した船員の一人である大石又七も報告の書籍を発行した。
厚生労働省が、ほかの漁船では船体と漁獲物のみ放射能を測定し、乗組員を測った記録は存在しないとしていたところ、外務省を通じてアメリカ国立公文書記録管理局に保管され国家機密が解除された文書からアメリカに提供したデータには乗組員の被爆の記録もあったことから、外務省に情報公開を求めたところ発見された。2014年9月19日厚生労働省からもビキニ被爆のほかの船体や船員の文書が見つかっている。
水産庁は他の日本漁船の被爆記録の存在を否定し続けていたが、2015年2月22日、約40点の行政文書の存在が明らかとなった。1954年11月30日付の水産庁文書の別紙には、被災漁船総数が1423隻になると記載されていた。また、「毎分100カウント以上の放射能が検出された漁獲物は廃棄処分とした」として、汚染魚を廃棄した漁船は992隻と記録されていた。

## 論文・報告書
一部分を挙げる。
- 山崎文男・筧弘毅『第五福龍丸の乘組員はどれだけ放射線をうけたか』、1954年。Radioisotopes 3 (1), 4-6。日本アイソトープ協会。
- 塩川孝信・尾崎徳郎・神原富尚・八木益男・松岡喜保・高橋絢子『ビキニの灰（1954年3月1日）の放射化学的研究』。1956年、静岡大学。
- 水産庁調査研究部 『1956年核爆発実験影響調査報告』第1集（俊鶻丸による調査　第1部）、1956年。水産庁調査研究部。
- 日本アイソトープ協会 『ビキニ事件から30年』、1984年。Isotope News 3月号。日本アイソトープ協会。
- 大石又七『死の灰を背負って - 私の人生を変えた第五福竜丸』。新潮社、1991年。

## 記念碑、展示館

### 東京都立第五福竜丸展示館
1976年、東京都立第五福竜丸展示館が開館した。
「原爆マグロ塚」の石碑が「マグロ塚を作る会」によって全国の子どもたちの10円募金をもとに作成されたが、築地市場は整備中を理由に設置を認めず、石碑は東京都によって展示館敷地内の屋外に暫定的に設置された。作る会はその後も築地市場内への石碑の設置を検討したが、市場の通行の邪魔になるという理由で許可は下りなかった。その後1999年に、市場入り口の外壁に金属製の記念プレートが新たに設置された。

### 焼津市歴史民俗資料館
1985年、焼津市歴史民俗資料館内に第五福竜丸コーナーが開設される。串本町古座には「第五福竜丸建造の地」の碑が立てられている。

### 愛吉・すずのバラ
亡くなった久保山愛吉にちなんで、「愛吉・すずのバラ」と称されるバラが、「愛吉・すずのバラをひろめる会」（事務局は日本青年団協議会内に設置）をはじめバラ愛好家による普及活動で株分けされている。これはバラの園芸品種としてその名が登録されているわけではなく、園芸品種「クイーンエリザベス」（世界バラ会議殿堂入り品種、1954年登録）と同品種である。久保山愛吉の妻すずが1993年に亡くなるまで、バラ栽培が趣味であった愛吉の意志を継いですずが育ててきたバラであり、静岡県焼津市の自宅の庭にあった株から挿し木で株分けして育て、事故証言などの平和活動の折に有志に手渡したものをそのように呼称している。なお、種苗法による品種登録の保護期間は30年であるため、1984年以降は株分けの譲渡が可能となっている。
最初に高知県の株が1988年に譲渡された。高知県宿毛市の団体である幡多高校生ゼミナールの高校生が久保山すずから愛吉が生前育てたバラを受け継いで育てているという話を聞き、翌年挿し木にしたバラ苗を譲り受け、それを高知県内の各地に配っていった。2019年に日本母親大会静岡大会の開催をきっかけとして、当時の幡多ゼミの元高校生から静岡県島田市 の在住である日本母親大会県実行委員長の女性に孫株が寄贈され、「愛吉・すずのバラ」が静岡県に里帰りした格好となった。その島田市の株をさらに挿し木で株分けした株の小鉢が2021年3月1日ビキニデーに久保山愛吉の墓前に供えられた後、地元・焼津市の住民2名に寄贈された。
この1988年の株分け以後、久保山すず自身も平和運動の一環として積極的に株分けするようになる。京都市の立命館大学の所有する株は久保山すずの晩年の1992年に寄贈されたものであり、これに株分けの要望が相次いだことを受けて「愛吉・すずのバラをひろめる会」が2002年に発足した。2009年3月1日のビキニデーでは、原水爆禁止日本国民会議熊本県協議会が300本の「愛吉・すずのバラ」を用意して署名活動で配布した。
このバラは次の場所に植樹されている。
- 東京都立第五福竜丸展示館 - 新日本婦人の会によって久保山愛吉の碑のそばに植えられている
- 日本共産党本部ビル屋上庭園
- 立命館大学国際平和ミュージアム
- のむぎ地域教育センター平和のバラ園 - 神奈川県横浜市
- 雄勝ローズファクトリーガーデン - 宮城県石巻市
- 生活協同組合おおさかパルコープ本部ビル[38]
- 広島平和記念公園
- 板橋区立高島第二中学校[39]
- 東京女学館中学校・高等学校[40]

一緒に植えられることの多いバラとしては、横浜米軍機墜落事件犠牲者母子追悼のバラ「カズエ」、「アンネのバラ」、「ピース」が挙げられる。
「愛吉・すずのバラ」と題した歌曲がある。藤谷秀子作詞、神野和博作曲。

## 第五福竜丸を主題とした作品
- （絵画）『ラッキードラゴン』（ベン・シャーン、1957年 - 1958年） ‐ 同船を主題とした連作絵画。
  - （絵本）『ここが家だ - ベン・シャーンの第五福竜丸』（構成・文：アーサー・ビナード、2006年9月26日、集英社 ISBN 978-4082990152） - 『ラッキードラゴン』の絵画などを用いた創作絵本。
  - （楽曲）『ラッキードラゴン〜第五福竜丸の記憶』（作曲：福島弘和、2009年） - 『ラッキードラゴン』から受けた印象をもとに創られた吹奏楽曲。春日部共栄高校吹奏楽部委嘱作品。
- （映画）『第五福竜丸』（監督：新藤兼人、1959年2月18日、製作：近代映画協会・新世紀映画、配給：大映） - 第五福竜丸の被爆事件を元にした劇映画。
- （楽曲）『久保山愛吉のための墓碑銘』"Epitaph für Aikichi Kuboyama"（作曲：ヘルベルト・アイメルト、1960年 - 1962年） - 朗読を伴う電子音楽作品。
- （テレビ）『特集ドキュメンタリー「廃船」』（NHK総合、1969年3月22日放送）[42][43] - 東京・夢の島に打ち捨てられた第五福竜丸と、乗組員のその後。
- （絵画）『明日の神話』（岡本太郎、1969年） - 長さ30メートル、高さ5.5メートルの巨大壁画。現在はパブリックアートとして東京の渋谷駅に設置されている。
- （絵本）『おーい、まっしろぶね』（文：山口勇子、画：金沢佑光、1981年4月1日、童心社 ISBN 978-4494010110） - 子ども向けの反核童話絵本。
- （絵本）『トビウオのぼうやはびょうきです』（作：いぬいとみこ、絵：津田櫓冬、1982年7月1日、金の星社 ISBN 978-4323002507）
  - （アニメ映画）『トビウオのぼうやはびょうきです』（監督：宮崎一哉・板谷紀之、1982年、翼プロダクション） - 教育映画として小学校での回覧上映もされた。
- （絵本）『わすれないで-第五福竜丸ものがたり』（文・絵：赤坂三好、1989年3月1日、金の星社 ISBN 978-4-323-00297-2） - 子ども向けの絵本。大人向けの解説と資料も詳しい。
- （テレビ）『その時歴史が動いた』「3000万の署名 大国を揺るがす〜第五福竜丸が伝えた核の恐怖〜」（NHK総合、2009年2月18日放送）[44]
- （テレビ）『NNNドキュメント』「3・11大震災 シリーズ27 放射線を浴びたX年後 ビキニ水爆実験、そして…」（日本テレビ、制作：南海放送、2012年1月29日放送）[45]
  - （映画）『放射線を浴びたX年後』（監督：伊藤英郎、2012年、南海放送）[46] - 上記の映画版。
  - （書籍）『放射線を浴びたＸ年後』（伊東英朗・著、2014年11月、講談社 ISBN 978-4062181631） - 上記の書籍化。
- （テレビ）『金とく』「証言ビキニ事件」（NHK名古屋放送局、2014年3月14日）[47] - 愛知県、三重県、静岡県、富山県で放送。
- （テレビ）『NHKスペシャル 水爆実験 60年目の真実〜ヒロシマが迫る"埋もれた被ばく〜』（NHK総合、2014年8月6日放送）[48]
- （映画）『西から昇った太陽』Day of the Western Sunrise（監督・プロデューサー：キース・レイミンク、2018年、アメリカ）[49][50]。
- （演劇）『Five Star』（エイトビート、2019年10月5日・6日、静岡市民文化会館・中ホール）[51][52]